# Olimpijski duhovi
Olimpijski duhovi, duhovi spomenuti u nekoliko knjiga ceremonijalne magije, a detaljno u srednjovjekovnom grimoriju Knjiga Arbatela.
Sukladno magijskom sustavu, postoji 196 olimpijskih područja kojima upravlja sedam glavnih duhova. Svaki od ovih duhova u analogiji je s jednim od sedam astroloških planeta. Moguće ih je prizivati pomoću pečata i rituala.

## Sedam Olimpijskih duhova
1. Aratron, prvi duh, koji upravlja s 49 pokrajina. Može biljke i životinje pretvoriti u kamen, a blato u ugljen, te metale u neke druge metale. Zapovijeda nad 36.000 legija nižih duhova. Njegov planet je Saturn.[1]
2. Betor, drugi duh, daruje visoki položaj u društvu i mnoga blaga. Upravlja s 42 pokrajine i vlada nad duhovima koji izrađuju lijekove. Njegov planet je Jupiter.
3. Faleg, treći duh, gospodar rata. Vlada nad 35 provincija i posjeduje sve kvalitete koje se inače pripisuju rimskom bogu Marsu, koji je ujedno i njegov planet.
4. Oh, četvrti duh, ima moć da ozdravljuje ljude i čini ih mudrima. Također, poklanja dobre kućne duhove, slavu i novac. U stanju je svaki predmet pretvoriti u zlato. Vlada nad 28 pokrajina i nad 36.536 legija nižih duhova. Njegov planet je Sunce.
5. Hagit, peti duh, poklanja ljepotu i sve ono što se povezuje s planetom Venerom koja je njegov planet. Posjeduje sposobnost pretvaranja bakra u zlato. Vlada nad 21 pokrajinom i zapovijeda nad 4.000 legija nižih duhova.[2]
6. Ofiel, šesti duh, rukovodi svime čime i njegov planet Merkur. Također daje dobre kućne duhove, a i podučava ljude umjetnosti. Vlada nad 14 pokrajina.
7. Ful, sedmi duh, može izliječiti ljude od vodene bolesti i osloboditi ga utjecaja zlih vodenih duhova. Posjeduje i sposobnost da sve predmete učini srebrenima. Vlada nad 7 pokrajina, a njegov planet je Mjesec.[2]